# Бесстрашный (фильм, 2006)
«Бесстрашный» (англ. Huo Yuan Jia, кит. трад. 霍元甲) — драма режиссёра Ронни Ю, премьера которой состоялась в ноябре 2006 года.

## Слоган
«Fate Made Him A Warrior, Courage Made Him A Hero».
Дословный перевод: «Судьба сделала его воином, мужество сделало его героем».

## Сюжет
Шанхай, 1910 г. Мастер ушу Хо Юаньцзя выступает на состязании с иностранными бойцами. Далее сюжет переносит нас на много лет назад и показывает детство мастера. 
Тяньцзинь, тридцатью годами ранее. 10-летний Хо хочет научиться ушу и стать сильным, как его отец — Хо Энгди, мастер боевых искусств. Однако отец не собирается учить сына, так как мальчик болен астмой — тренировки ему не по силам. Отец побуждает Хо учить гражданские науки. Хо учится вместе со своим лучшим другом Нонгом Чжин Суном. Хо наблюдает за тренировками отца и практикуется втайне от него, а Чжин Сун делает за него уроки.
Проходят годы, Хо становится взрослым. Он — великий мастер ушу. Своего отца и жену он похоронил, и теперь живёт в имении с матерью и маленькой дочкой Джейд. Стремясь стать таким же знаменитым, как когда-то его отец, он выигрывает множество боёв и почти достигает цели. Однако этого ему кажется мало: Хо желает стать чемпионом Тяньцзиня. Этот титул становится главной целью жизни молодого мастера, что очень беспокоит Чжин Суна, он говорит Хо, что тому пора остепениться, перестать драться, пить и брать в ученики кого попало. По мнению Чжин Суна такая жизнь недостойна и приносит только убытки.
В один из дней происходит непредвиденное — одного из учеников Хо жестоко избивают. Остальные ученики рассказывают, что его покалечил феодал Чин — грандиозный мастер ушу. Хо отправляется к Чину, который в это время праздновал день рождения в ресторане Чжин Суна. Хо пытается втянуть Чина в бой, но тут появляется Чжин Сун. Он пытается уговорить Хо не устраивать побоище в день праздника, однако Хо остаётся непреклонным. Чжин Сун разрывает дружбу с Хо. Тогда Хо выгоняет всех гостей и начинает схватку с Чином, во время которой наносит ему смертельный удар. Хо отправляется домой, где обнаруживает тела своей матери и 5-летней дочки. Он идёт в дом Чина с жаждой мести и видит его сына, который заявляет, что это он учинил расправу. Хо кидается на него, чтобы убить, но тот сам перерезает себе горло. В последний момент Хо оставляет в живых жену Чина и их дочь. Когда он покидает дом Чина, то к нему подбегают ученики и рассказывают правду о том, почему Чин избил одного из них. К Хо приходит осознание того, что в погоне за силой и славой он потерял всё, что было ему дорого. Убитый горем он уходит из родной провинции. Долгое время Хо странствует без цели. Вдали от Тяньцзиня полуживого Хо находят жители небольшой деревни и относят в один из домов. Там живёт старая женщина и её незрячая внучка. Слепая девушка по имени Мун заботится о Хо, помогает оправиться от пережитых потрясений. Она помогает Хо понять истинный смысл ушу. Хо становится крестьянином и учится жить заново.
Так проходит несколько лет.
Хо, прожив много времени в деревушке, решает уйти. Он хочет посетить могилы родных и вернуться домой.
Тяньцзинь, 1907 год. Многое изменилось: на улицах множество европейцев, которые задают свой тон городской жизни. Хо наблюдает неприятную картину — китайцы буквально пресмыкаются перед Западом, иностранная культура разобщает китайский народ и подчиняет его. Хо видит двух своих бывших учеников — они работают в иностранном ресторане вышибалами и выкидывают на улицу китайцев, у которых недостаточно денег на еду. Ученики бросаются в ноги Хо, плачут и просят прощения за предательство — они вынуждены работать на иностранцев. Хо не злится, но начинает понимать, что вернулся он не просто так. Когда Хо возвращается в свой старый дом то обнаруживает, что его имение почти целиком растащили кредиторы. Там всё ещё живёт старик Лай Фу, его бывший слуга. Он показывает Хо единственную комнату, которую удалось сохранить нетронутой. Её стены украшают свидетельства всех побед Хо, однако тот их срывает и бросает в огонь, заявляя, что они больше не имеют для него никакой ценности. Далее Хо приходит к вдове Чина и просит прощения за содеянное. Женщина разрешает ему почтить память Чина. Вскоре он замечает объявление о международных боях в Шанхае и обращается к Чжин Суну с просьбой дать ему денег на поездку, чтобы сражаться. Чжин Сун отказывает, однако Хо, уходя оставляет на столе друга газету. В ней содержатся оскорбления в адрес китайского народа со стороны западного бойца. Чжин Сун высылает необходимую сумму. Победив множество грозных соперников Хо Юаньцзя открывает Спортивную Федерацию ушу Джингу, первую спортивную организацию Китая, открыто обучающую боевым искусствам всех желающих. Немного позже Чжин Сун становится совладельцем федерации, вкладывая в её развитие большие деньги.
Пекин, 1909 г. Хо встречается с японцем по имени Танака из японского посольства. Танака проявляет уважение и становится другом Хо.
Шанхай, 1910 г. Действие переносится в зал боевых искусств, где проходит турнир. Хо вступает в свой финальный бой. На этот раз его противник — Танака. Японец не согласен с неравной битвой, и предлагает Хо перенести бой. Однако китайский мастер соглашается вступить в схватку. После первого раунда, завершившегося ничьей, японцы меняют чашку чая Хо на отраву. Хо, ничего не заметив, выпивает яд и выходит на татами. Во время боя у него начинаются проблемы: ухудшается зрение, замедляется реакция и обильно течёт кровь изо рта. Танака вновь настаивает на отмене поединка. Однако Хо не желает сдаваться: он понимает, что отравлен, но считает, что должен сражаться за честь Китая. С каждой минутой его состояние ухудшается. Хо, теряя силы, пытается нанести Танаке смертельный удар — такой же, которым он убил Чина. Но в последний момент Хо останавливает кулак, перед самой грудью Танаки. Эта деталь не уходит от внимания японского мастера, поступок Хо его ошеломляет. Юаньцзя падает на татами без сил, к нему подходит рефери, чтобы засчитать нокаут. Танака останавливает его, поднимает полуживого Хо и,  подняв его руку вверх, объявляет его победителем. Хо умирает на руках своих учеников под громкие овации китайских зрителей. В последней сцене мы видим, как дух Хо Юаньцзя тренируется при лунном свете в той самой деревне, в которой он когда-то жил. За ним наблюдает Мун.

## В ролях
| Актёр          | Роль                                                             |
| -------------- | ---------------------------------------------------------------- |
| Джет Ли        | Хо Юаньцзя                                                       |
| Сидо Накамура  | Танака                                                           |
| Бетти Сун      | Мун / Юэцы                                                       |
| Дон Йон        | Нон Чжинсун                                                      |
| Нина Пау       | Мать Хо                                                          |
| Натан Джонс    | Американский силач О'Брайен                                      |
| Сомлук Камсинг | Тайский боксёр (сцена с его участием удалена с прокатной версии) |
| Коллин Чоу     | Хо Энгди                                                         |
| Масато Харада  | Мита                                                             |
| Юн Ку          | Старушка                                                         |
| Чэнь Чжихуэй   | Феодал Чин / Цинь Лэй                                            |
| Мишель Йео     | Мисс Янг (сцена с её участием удалена с прокатной версии)        |